# Constanța Hodoș
Constanța Hodoș (născută Taloș) (n. 12 octombrie 1860, Zimbru, Arad – d. 19 aprilie 1934, București) a fost o scriitoare română, soția scriitorului Alexandru Hodoș (1863 - 1929) cunoscut în literatură sub pseudonimul Ion Gorun.

## Biografie
Constanța a fost fiica a lui Constantin Taloș, învățător, notar comunal și mai apoi, între 1865 - 1876, prim pretor, și a Amaliei Vida. O parte din studii le-a realizat într-un pensionat particular din Arad.
Constanța Taloș a fost căsătorită, în prima căsătorie, cu Nicolae Marcu cu care a avut doi copii, Amos Aureliu (născut pe 13 octombrie 1880) și Lucian Nerva (născut pe 15 iunie 1883). În această perioadă îl cunoaște pe viitorul publicist și om politic Ioan Russu-Șirianu, elev la școala normală maghiară, cu care se vă căsători mai târziu și cu care va avea doi copii, Letiția și Mircea, mort în 1916 în luptele de la Turtucaia. Constanța Taloș a fost căsătorită pentru a treia oară cu scriitorul Alexandru Hodoș (Ion Gorun), având un fiu, Alexandru A. Hodoș, scriitor și publicist.
Constanța Hodoș a fost una din reprezentantele mișcării feministe din România și a înființat, în 1905, Revista noastră ce își propunea să devină „o oglindă credincioasă a colaborării intelectualității femeiești la patrimoniul comun cultural național”.
A fost premiată cu Medalia „Bene Merenti”, clasa I în anul 1910.

## Opera
- A venit (schiță), Lumea ilustrată, III, 1894, pg. 7
- Spre fericire (nuvele), București, 1897
- Aur! (dramă în 4 acte), București, 1903
- Frumos (nuvele și schițe), București, 1905
- Martirii (roman), Editura Minerva, București, 1908 (ed. II, București, 1915)
- Caterina Varga (drama istorică), 1908[5]
- Nuvele, schițe, publicate în:

Viata literară și artistică, Nr. 5, 1908
Luceafărul, VIII, 1909, pg. 522
Semănătorul, IX, 1910, pg. 113
- Departe de lume (nuvele), Editura Socec, București, 1909 (ed. II, București, 1925)
- Aici pe pământ, (nuvele și schițe) București, 1914
- Teatru de copii, prefață de D. Anghel, București, 1914
- Ultimul prietin, București, 1916
- Mântuirea (dramă modernă într-un act), Sibiu, 1920
- Lilica iubește, Sibiu, 1921
- Rodica. În vârtejul războiului, București, 1921
- Judecătorul, Sibiu, 1922;
- Povestiri din viața copiilor, Sibiu